# Lee Strobel
Lee Patrick Strobel, né le 25 janvier 1952 à Arlington Heights dans l'Illinois, est un ancien journaliste d'investigation, un pasteur chrétien baptiste, un professeur et un écrivain américain. Son best-seller Jésus : la parole est à la défense (The Case for Christ) a inspiré le film Jésus, l'enquête. 

## Biographie
Il étudie en journalisme à l'Université du Missouri, et obtient un Bachelor of Arts, puis il étudie en droit à l’École de droit de Yale à New Haven, dans le Connecticut et obtient un master. 
Il est par la suite devenu journaliste pour le Chicago Tribune et d'autres journaux. 
Après la conversion de sa femme en 1980, Strobel, un athée convaincu, a débuté des recherches pour prouver que Jésus-Christ n'était jamais ressuscité, mais son enquête l’a plutôt mené à avoir la foi. Incité par les résultats de son enquête, il est devenu chrétien le 8 novembre 1981. 

### Ministère
En 1987, Strobel est devenu pasteur d'enseignement à la Willow Creek Community Church à South Barrington, Illinois . En 1998, il a publié le livre Jésus : la parole est à la défense (The Case of Christ), qui retrace ses recherches sur le Nouveau Testament. En 2000, il est devenu pasteur à la Saddleback Church de Lake Forest . En 2004, il a quitté son poste de pasteur pour animer l’émission d’apologétique chrétienne Faith Under Fire . En 2014, il est devenu pasteur enseignant à la Woodlands Church de The Woodlands, affiliée à la Convention baptiste du Sud, et professeur de pensée chrétienne à la Houston Baptist University . En 2017, son livre Jésus : la parole est à la défense a été adapté au cinéma avec Jésus, l'enquête en 2017. En 2020, il a fondé le Centre Lee Strobel pour l'évangélisation et l'apologétique appliquée à l’Université chrétienne du Colorado .

## Distinctions
En 1980, il remporte la plus haute distinction de l’Illinois pour le journalisme de service public, de l’UPI : le prix Len H. Small Memorial, pour sa couverture du procès de Ford Motor à Winamac, Indiana. 
En 2007, Strobel a reçu un doctorat honorifique du Southern Evangelical Seminary en reconnaissance de ses contributions à l'apologétique chrétienne.

## Vie privée
Strobel est marié à Leslie, et ils ont deux enfants et plusieurs petits-enfants.

### La série "The Case for..."
- Jésus, l'enquête (The Case for Christ), (1998), Vida,  (ISBN 9782847003079)

- Plaidoyer pour la foi (The Case for Faith: A Journalist Investigates the Toughest Objections to Christianity) (2000), Vida,  (ISBN 9782847000221)

- Plaidoyer pour le Créateur (The Case for a Creator: A Journalist Investigates Scientific Evidence That Points Toward God) (2004), Vida,  (ISBN 9782847001112)
- The Case for Easter: Journalist Investigates the Evidence for the Resurrection (2004), Zondervan,  (ISBN 0-310-25475-2)
- Plaidoyer pour Noël (Case for Christmas: A Journalist Investigates the Identity of the Child in the Manger), (2005), Vida,  (ISBN 9782847000931)

- The Case for the Real Jesus: A Journalist Investigates Current Attacks on the Identity of Christ (2007), Zondervan,  (ISBN 0-310-24210-X)
- The Case for Christianity Answer Book (July 1, 2014), Zondervan,  (ISBN 0-310-33955-3)
- The Case for Hope: Looking Ahead with Confidence and Courage (2015), Zondervan,  (ISBN 0-310-33957-X)
- Plaidoyer pour la Grâce (The Case for Grace: A Journalist Explores the Evidence of Transformed Lives) (2015), Ourania,  (ISBN 9782889130115)

### Livres jeunesse
- The Case for Faith for Kids (2006), Zonderkidz,  (ISBN 978-0-310-71146-9)
- The Case for Christ for Kids (2006), Zonderkidz,  (ISBN 978-0-310-71147-6)
- A Case for a Creator for Kids (2006), Zonderkidz,  (ISBN 978-0-310-71148-3)
- Off My Case for Kids: 12 Stories to Help You Defend Your Faith (2006), Zonderkidz,  (ISBN 978-0-310-71199-5)

## Filmographie
- 2016 : Dieu n'est pas mort 2 : Lui-même